# فتنه خلق قرآن

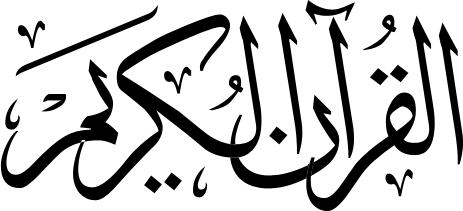
The Holy Quran

فتنهٔ خَلق قرآن یا مِحْنَة خَلق قرآن (به معنی آزمایش و محاکمه در مورد خلق قرآن) فرایند تفتیش عقایدی بود که توسط مأمون عباسی در ربیع‌الاول سال ۲۱۸هـ. ق./آوریل ۸۳۳م، چهار ماه پیش از مرگش، برای قبولاندن دیدگاه مخلوق بودن قرآن (حادث‌بودن در برابر قدیم‌بودن قرآن) شروع شد و طی آن بسیاری از علمای مذهبی تنبیه، زندانی و حتی کشته شدند. این سیاست پانزده سال ادامه یافت و در زمان جانشینان مأمون، معتصم و واثق عباسی پیگیری شد تا اینکه پس از دو سال از حکومت متوکل، او این سیاست را در سال ۲۳۴هـ. ق./۸۴۸م. پایان داد.

## سیر تاریخی
در سده دوم و سوم هجری قمری مجادلات کلامی افزایش یافت و یکی از مهم‌ترین آن‌ها مسئله خَلق قرآن بود که نتیجه آن دخالت حکومت عباسی و اتخاذ سیاست محنه از سوی مأمون عباسی بود و این سیاست توسط معتصم و واثق نیز ادامه یافت.
واقعه محنه در ربیع‌الاول سال ۲۱۸هـ. ق./آوریل ۸۳۳م، چهار ماه پیش از مرگ مأمون، شروع شد و مأمون از نماینده‌اش در بغداد، اسحاق بن ابراهیم، خواست تا عقاید قاضی‌ها را در مورد مسئله خلق قرآن بیازماید و آنانی که موافق خلق قرآن نیستند را برکنار کرده و بر آنان سخت گرفته شود. بسیاری از علما به خلق قرآن اعتراف کردند اما افرادی مانند احمد حنبل حاضر به اعتراف نشده و در نتیجه با غل و زنجیر به پیش خلیفه فرستاده شدند و به زندان افتادند و حتی معتصم به او شلاق زد.
سه فرضیه در توجیه دلیل اتخاذ این سیاست مطرح است:
1. متأثر بودن خلیفه از معتزله، گرچه نمی‌توان واقعهٔ محنة را کاملاً تحت تأثیر معتزلیان دانست، چرا که تأثیرگذارترین چهرهٔ مذهبی بر مأمون بشر المریسی حنفی بود که به خلق قرآن اعتقاد داشت.[۴]
2. متأثر بودن خلیفه از تشیع،
3. تلاش برای مقابله با اهل حدیث.

به نظر می‌رسد دلیل سوم دلیل بهتری برای شروع محنة توسط مأمون باشد.

## دیدگاه‌ها
حادث یعنی جدید و قدیم یعنی کهنه و ازلی. در فلسفه و کلام هر موجودی که از ازل وجود نداشته باشد و بعداً به وجود آمده باشد را حادث می‌گویند و هر موجودی که همیشه بوده را قدیم می‌نامند. بحث حادث و قدیم در سه مورد مطرح بوده: «خدا»، «جهان»، و «کلام خدا». همهٔ متکلمان و فیلسوفان خدا را قدیم دانسته‌اند اما در مورد جهان فیلسوفان آن را قدیم اما متکلمان و اهل حدیث آن را حادث دانسته‌اند.
در مورد کلام خدا، نظرات مختلف در میان متفکران مسلمان وجود داشت:
1. اهل حدیث (مانند احمد حنبل) اعتقاد داشتند که ذات خدا قدیم است و کلام خدا صفت اوست؛ و چون صفت قدیم باید قدیم باشد در نتیجه کلام خدا نیز قدیم است. در پاسخ اینان گفته شده که کلام خدا عارض بر فرد است (متناسب با درک و حال شخص در آن برهه زمانی است)، نه ذات خدا.
2. متکلمان (مانند معتزله، اشاعره، و شیعه): در بین متکلمان اشاعره به قدیم بودن کلام خدا معتقد بودند اما معتزله و شیعه کلام خدا را صفت فعل خدا دانسته و طرفدار حدوث قرآن بودند. شیخ طوسی آیهٔ ۱۱۵ سورهٔ انعام را شاهدی بر این مدعا می‌داند: «و سخن پروردگارت از روی راستی و عدل کامل شد.»[۶]
3. عارفان و صوفیه (مانند ابن عربی) بر اساس نظریهٔ وحدت وجود به چیزی جز حق اعتقاد ندارند و تمام عالم را تجلی و کلام خدا می‌دانند.
4. فیلسوفان (مانند ملاصدرا) هر دو نظر اهل حدیث و معتزله را رد کرده و کلام را از عالم امر و کتاب را از عالم خلق دانسته‌اند.[۵]

## نتایج سیاسی
پایان محنة واقعهٔ مهمی است از دو نظر: اولاً پایانی بود بر ادعای خلفای عباسی در تعیین اصول مذهبی و ثانیاً، محنة یکی از معدود موارد تفتیش عقاید در دوران اولیه اسلام است.